# Loitsche-Heinrichsberg
Loitsche-Heinrichsberg är en kommun i Landkreis Börde i förbundslandet Sachsen-Anhalt i Tyskland.
Kommunen bildades den 1 januari 2010 genom en sammanslagning av de tidigare kommunerna Loitsche och Heinrichsberg.
Kommunen ingår i förvaltningsgemenskapen Elbe-Heide tillsammans med kommunerna AngernBurgstall, Burgstall, Colbitz, Rogätz, Westheide och Zielitz.